# Jaroslav Malý (vrah)
Jaroslav Malý (? – 1991) byl český trojnásobný sériový vrah odsouzený v lednu 1989 k trestu smrti, který byl po sametové revoluci změněn na doživotní trest.

## Trestná činnost
V době páchání trestných činů bydlel v Litoměřicích.

### Dětství a mládí
Kvůli problémům se zákonem byl již v dětství umístěn do dětského domova. Ve svých sedmnácti letech postřelil přímo v budově školy vzduchovou pistolí do břicha mistra, u něhož byl na učení. Za tento čin byl odsouzen podmíněně odsouzen. Odsouzen byl poté rovněž za napadení průvodčího ve vlaku. Kvůli jeho počínání došlo také k několika potyčkám s policií (dle soudu měl „urazit příslušníka SNB“). Po spáchání celkem sedmi trestných činů byl nakonec odsouzen k třicetiměsíčnímu trestu odnětí svobody.
Při pobytu ve vězení začal vůči těm, kteří jej v jeho očích za mříže uvrhli, plánovat pomstu. Původně měl v plánu zavraždit soudkyni, která jej za jím spáchané trestné činy odsoudila. Později dokonce uváděl, že si přál zavraždit nejen ji, ale také celou její rodinu, a byt, v němž žila, zapálit. Za každých deset měsíců trestu chtěl totiž zavraždit jednoho člověka. Malý poté ovšem dostal informaci, že soudkyně, která jej odsoudila, zemřela. Přestože informace pravdivá nebyla, Malý jí uvěřil. Zvažoval ještě vraždu policisty, ke které nakonec nepřistoupil, neboť se obával, že by byl po jejím uskutečnění brzy dopaden. V té době měl ovšem cítit tak silnou nenávist, že se rozhodl zabíjet alespoň náhodné lidi.
Před činem si opatřil revolver v bytě, do něhož se vloupal se svými dvěma komplici. Ke zbrani si poté vyrobil vlastní tlumič.

### První a druhá vražda
Jako své první místo činu si 21. října 1986 vybral dům v Bělehradské ulici v Praze. Zazvonil na zvonek, na němž byl uveden někdo s vysokoškolským titulem, neboť nesnášel komunistický režim, a domníval se, že je tak větší šance, že zavraždí někoho, kdo jej podporuje. Poté, co zaklepal na domovní dveře mu je otevřela 55letá žena žijící v bytě. Ihned poté ji z bezprostřední blízkosti střelil do hlavy. Následně vstoupil do jejího bytu, v němž se nacházel její těžce nemocný jednasedmdesátiletý manžel. Toho poté rovněž usmrtil. Smrtí manželů si ovšem nebyl zcela jistý a nakonec tak každého z nich ještě dvakrát střelil do hlavy. Nakonec celý byt ještě vykradl.

### Třetí vražda
Jeho třetí obětí se poté o týden později stala jedenadvacetiletá matka. Po vstupu do bytu jejích rodičů v Ústí nad Labem, v němž zrovna byla na návštěvě, ji střelil. Malý přitom byt se svými dvěma komplici vyhledal právě proto, že v něm měl podle telefonního seznamu žít starší pár. Po postřelení sice žena upadla do bezvědomí, ale byla stále naživu. Z bezvědomí se později probudila a Malého prosila o život s tím, že má malé dítě, načež ji Malý chladnokrevně několika výstřely popravil. Ještě předtím ji přitom svlékl do naha a svým činem se chlubil svým komplicům. Z bytu poté ukradl šperky a hotovost. Dítě (kojence) přitom nechal naživu. Po odchodu z bytu za účelem ztížit komukoliv dostat se do bytu vložil do zámku v domovních dveřích zápalku. Později tělo své dcery našli její rodiče, kteří v bytě bydleli.

### Odsouzení
Po brzkém dopadení byl za spáchání tří vražd v lednu 1989 odsouzen k trestu smrti. Po dopadení svých činů nelitoval a uvedl, že „kdyby měl kulomet, tak zabije třeba sto lidí naráz.“ Trest smrti si měl navíc sám přát. Ve vazbě litoval jen toho, že uvěřil tomu, kdo mu sdělil, že soudkyně zemřela. Držen byl rovněž v léčebně v Bohnicích, kde měl ovšem vůči ostatní pacientům být nepřátelský a vysmívat se jim. Vzhledem k tomu, že před jeho plánovaným uskutečněním došlo k sametové revoluci a následnému zrušení trestu smrti, byl rozsudek změněn na trest doživotní. Během svého pobytu ve vězení měl poté napomoci k sebevraždě jednoho ze spoluvězňů. Údajně mu měl odkopnout stoličku či jej zatáhnout za nohy tak, že si zlomil vaz. Nakonec ve vězení spáchal sám v roce 1991 sebevraždu ještě před začátkem soudního řízení v tomto případu. Údajně jej mělo před smrtí trápit revma.